# 瀬名きらり
瀬名 きらり（せな きらり）は、日本のアイドル歌手。元AV女優。NAX所属。

## 略歴
2017年7月、プレステージの専属女優としてAVデビュー。
2018年2月、並木優プロデュースによる結まきなとのアイドルユニット「ロリィタ白昼夢RH」でMILKY POP GENERATIONからCDデビュー。
2018年7月1日、同日をもってプレステージ専属を離れ企画単体女優として活動することを発表。しかし、8月に裏アカウントとして新たにツイッターを開設し、プロフィール欄にAV女優を過去と表記。

## 人物
島根県出身（島根県上空にある“きらきら星”の妖精）。
趣味・特技は、カラオケ・長風呂。
可愛い子への憧れからアイドルを目指し「きらり」の名前でYouTubeに動画を投稿していた（チャンネル名は『きらりTV〜戦略的にアイドルになる方法〜』）。
ネットで見つけた可愛い女の子の活動を追ってアダルト動画サイトに行き着く。その女の子がAV女優であることを知り一気にAVに興味が湧き、サイトの出演者募集に自ら応募し出演。その後、プレステージからのオファーを受け専属女優となった。

## 出演作品

### アダルトDVD
2017年
- 新人 プレステージ専属デビュー（7月7日、プレステージ）
- 瀬名きらりの、いっぱいコスって萌えてイこう! 23（8月4日、プレステージ）
- 新・絶対的美少女、お貸しします。 ACT.74（9月8日、プレステージ）
- シロウトTV×PRESTIGE PREMIUM 28（9月29日、プレステージ）※「キラリ」名義　他出演:みのり、みゆ、みどり、はるか、かな、まきな、まや
- 絶対的鉄板シチュエーション 6（10月6日、プレステージ）
- 女子マネージャーは、僕達の性処理ペット。 027（11月3日、プレステージ）
- 天然成分由来 瀬名きらり汁120% 47（12月8日、プレステージ）

2018年
- スポコス汗だくSEX4本番! act.13 体育会系・瀬名きらり（1月5日、プレステージ）
- 1VS1 【※演技一切無し】 本能剥き出しタイマン4本番 ACT.11（2月2日、プレステージ）
- 風俗タワー性感フルコース3時間SPECIAL ACT.21（3月9日、プレステージ）
- 瀬名きらりの極上筆おろし 19（4月6日、プレステージ）
- 瀬名きらり なまなかだし 23（5月4日、プレステージ）
- 近親相姦シリーズ No.002 ボクの妹・瀬名きらりとエッチなふたりぐらし（6月8日、プレステージ）
- 放課後ワリキリバイト（8月10日、S級素人）※「リナ」名義
- 嬲り撮り・3Pセックス アパートの隣に住む清楚な女子学生は、エロ動画投稿が趣味のおさげビッチだった…。（8月25日、オーロラプロジェクト・アネックス）
- 素人女子大生限定! パンティ素股でカチカチち●ぽがアソコに擦れて赤面発情! クロッチは恥ずかし汁まみれ!そのまま生で擦り合わせて、ヌルヌルワレメに結局つるんっと入って生中出し!! 新レーベル記念特別編! 撮り下ろし極上女子大生6名+シリーズ歴代かわいい子BEST10名（8月24日、赤面女子）他出演:柳川まこ、妃月るい、市橋えりな、若月まりあ ほか
- 瀬名きらり 8時間 BEST PRESTIGE PREMIUM TREASURE vol.01 全12作品+未公開映像で「瀬名きらり」の軌跡をたどる永久保存盤!!（8月24日、プレステージ）※ベスト版
- 帰省してきた姪っ子(18)の蕾（9月13日、オーロラプロジェクト・アネックス）
- ディープス20周年記念スペシャル作品! 顔出し解禁!! マジックミラー便 王道2018 総勢20人! 未成年の素人ビキニ限定10人本番成功祭り! 2枚組8時間! 真夏の海ではしゃいでいた10代の水着素人女子のうぶなキツキツオマ○コに人生初のデカチン挿入とハードピストンで激イキ!!（9月19日、ディープス）他出演:桃尻かのん、五月女千夏 ほか
- マジックミラー号 「早漏に悩む男性の暴発改善のお手伝いしてくれませんか?」 花火大会近くで声をかけた心優しい浴衣美女が敏感チ○ポを励まし互いに何度も気持ちよくなる連続射精SEX!! 11（9月20日、SODクリエイト）※「こはる」名義　他出演:えり、あいこ、まこ
- ささやかな幸せの崩壊 夫の前で、美しい妻と娘(18)を襲う終わりなき凌辱（9月25日、オーロラプロジェクト・アネックス）共演:川上ゆう
- むっつりスケベなメガネっ娘 10 真面目な少女が眼鏡を外すとき…（9月25日、JUMP）
- 田舎育ちの素人巨乳女子校生は、見ず知らずの元気のないオジサンチ○ポを前に赤面! フェラして貰ってムクッと勃起! 汚れなき乙女たちのマ○コにズボッと挿入! 健気な初心っ子たちの顔面にザーメンをドピュっと発射!（9月27日、MERCURY）他出演:持田栞里、雛菊つばさ ほか
- 「中には出さないで!」 父に犯され続けた娘の近親相姦映像記録（9月28日、I.B.WORKS）他出演:夢乃美咲
- 童顔で、無口な、笑顔のかわいいパイパン美少女（10月1日、ロリ専科）
- パパ活女子大生 中年おじさんを手玉にして密会を繰り返す美少女（10月5日、h.m.p）
- からかい上手の教え子とエッチしよっ♥ Vol.003（10月5日、ONEZ）
- 義理の妹が突然、ボクのチ○ポにしゃぶりついてセルフイラマ! 2 我慢できずに小さな口から精液が大量逆噴射! 突然できた義理の妹。かわいいけれどちょっと生意気でしかも反抗期。親の言うことはもちろん義理の兄のボクにも逆らってばっかりで常に険悪なムード。かわいいけど生意気で子供っぽすぎて今まで女として意識したことはない。しかし両親が旅行に行ってしまい二人きり。舐められないようにと内心ドキドキしながらいつもの様に軽口を叩いていると、日頃、女として見られていないことへの不満が爆発の義理の妹。突然何を思ったか「絶対勃起させる!」とチ○ポを無理矢理奥まで咥えてセルフイラマ!当然我慢できず、喉奥に発射し逆噴射してしまうヨダレと精子。もうそれを見た妹はそれだけでは我慢出来なくなり、何度も中出しを求めるほどのド淫乱に豹変!（10月7日、Hunter）他出演:深田結梨、きみと歩実、桐谷なお、さくらひより、香苗レノン
- 近親ラブリー性活♡ ツインテール妹中出し 敏感スレンダーボディ 小っちかわいい低身長148cm パイパン丸見え♡（10月9日、ケートライブ）
- 地味だけどエロイ! すぐにイクイク!全身性感帯! S級素人出演!! Vol.005 街の本屋さんで働く眼鏡で控えめ系女子は実は…調教されたがるアニオタド変態娘だった。（10月12日、S級素人）※「サチ」名義　他出演:ナガサワ
- 銀河級美少女とずっと見つめっぱなしでエッチしよっ♥ 002 アイドル研究生 きらり（10月12日、宇宙企画）※「きらり」名義
- 中出し訳アリ女子校生（10月12日、BAZOOKA）他出演:玉木くるみ、南梨央奈、星奈あい
- 新入社員とイク 中出し温泉慰安旅行（10月12日、BAZOOKA）共演:麻里梨夏、あけみみう、柳川まこ
- 生中出し神尻制服美少女 Vol.001（10月12日、BAZOOKA）他出演:桃尻かのん、君色華奈、南なつき
- ガチナンパ! 横浜産直! 一般女子に何度も寸止め! 鬼突きピストン! 失神寸前!狂わせイキ 合計18射精!（10月15日、ピーターズ）他出演:桃尻かのん、宮村ななこ ほか
- 「僕の最高にエッチで可愛い妹を見てください…」 SODに送られてきた気持ち悪いほどラブラブな近親相姦生活 3組の兄妹の動画収録（10月25日、SODクリエイト）他出演:跡美しゅり、上原花恋
- 姪交換 2 〜2人の叔父による調教姪っ子交換記録〜（10月26日、TMA）共演:御坂りあ
- 姪っ子と蔵の中（10月26日、I.B.WORKS）他出演:皆月ひかる、南なつき
- オマ●コ壊さないでください! 敏感パイパンドMっ娘（11月1日、ロリ専科）
- デリヘル呼んだら姉が来た! 結果、お店に内緒で中出し本番セックスする事になる 15（11月1日、sister）他出演:水谷あおい
- 吹奏楽部レズビアン 〜大好きな先輩にもっと近づきたくて〜（11月7日、ビビアン）共演:御坂りあ
- ボクだけのご奉仕メイド（11月9日、クリスタル映像）
- 新放課後美少女回春リフレクソロジー+ Vol.017（11月9日、宇宙企画）
- ミニスカTバック女子校生（11月9日、BAZOOKA）他出演:あけみみう、五十嵐星蘭、枢木あおい
- 幼い頃は一緒にお風呂に入っていて今まで異性として見ていなかったオンナと混浴温泉に入ったら成長した身体に思わず勃ってしまい、ガチガチに勃起したチ●ポを目撃したオンナとよそよそしくなって中出し性交（11月9日、SCOOP）他出演:麻里梨夏、柳川まこ
- 蟻地獄 純朴家出美少女ズタボロ日記（11月13日、オーロラプロジェクト・アネックス）共演:一ノ瀬もも
- 「お兄ちゃん、もしかして私のこと避けてるでしょう?」 「バカその逆だよ！どストライクなんだよ(※心の声)」 無邪気にボクに接してくる妹はボクの事が超大好き!!嬉しいは嬉しいけど実は超どストライクで困ってます!!とにかくそれがバレないようにがんばっていたけど、そんなボクの気持ちを理解してくれず妹はボクがお風呂に入っている時に背中流してあげると言って入ってきたんです!!当然、妹の膨らみかけた胸は丸見えだし肌と肌がこすれ合うし…そんなのされた日にはボクは勃起してしまいます!!!勃起していたら当然、バレてしまいヤバイと思ったけど隠しきれず!気持ち悪がられると思ったらそれどころか嫌われていなくむしろ自分に勃起してくれたことに興奮した妹は「お兄ちゃんが喜んでくれるなら何だってしてあげるね…」とまさかの神展開!!しかもしかも「小さいけど私…乳首すごく感じるんだよ!」と言うので乳首を弄り回したら感じまくって顔に似合わず体を反るほど連続爆イキ!!（11月19日、Hunter）他出演:泉りおん、阿部乃みく、上川星空、香山亜衣
- 街角シロウトナンパ! 33 ハタチの女子大生が初飲みデビューしたら･･･（11月23日、プレステージ）※「ゆめ」名義　他出演:ことね、すず、ゆき、りか
- びしょ濡れ女子●生雨宿り強制わいせつ 3（11月23日、TMA）共演:桃尻かのん、青山彩香
- 卒業式直後の処女女子●生応援プロジェクト! ずっと憧れていた先生に想いを告白して、思い出作りのハグ、ファーストキス体験、メモリアルヌード! 「大人になるまで待って」と言われたけれど･･･ フル勃起&ぐしょ濡れパンティのご両人は気持ちを抑えきれずに禁断の生中出しSEX!（11月23日、赤面女子）他出演:水川えみる、夏原唯、天月叶菜
- 催眠恋。 完全実写版（12月13日、無垢）共演:富田優衣
- 制服待ち合わせデリヘル 素股中にヌルっと挿入 そのまま生中出し Vol.003（12月28日、BAZOOKA）他出演:はるかみらい、岬澪、南なつき

2019年
- 制服パイパン美少女（1月15日、ケートライブ）
- 街角シロウトナンパ! 39 チケット難民お助け隊 1（1月25日、プレステージ）※「ひかる」名義　他出演:ちさと、ななみ、さや、みなみ

### イメージDVD
- Kirari キラメキ☆レボリューション（2017年9月21日、REbecca）
- 瀬名きらりが好きすぎて瀬名きらりが彼女になってた（2018年1月25日、GRAPHIS）
- ペロドル 僕の推しメン ちょっとエッチな神対応（2018年10月26日、スパイスビジュアル）※「中井彩夏」名義[8]

### VR
2018年
- 年下の恋人・瀬名きらりとSEX三昧お泊まりデート!!（1月12日、プレステージ）
- 僕の生徒・瀬名きらりの放課後告白セックス!!（2月9日、プレステージ）
- 毛が生えてきたばかりの無防備な友達の妹。昔の名残りで一緒にお風呂に入ってわけもわからずゴム無しでち○ぽを挿入!!ぷりっぷりのおま○こにどっぷり中出し。（7月21日、ケイ・エム・プロデュース）
- 崖っぷち健康食品販売員のカラダをつかったSEX交渉（9月7日、ケイ・エム・プロデュース）
- 嫌な顔されても見せてもらいたいおパンツVR（9月15日、TMA）他出演:石川祐奈、有坂深雪
- GETしたモテ香水を試してたら妹が部屋に入ってきて…クンクン匂いをかぐ妹の顔が超接近＆カラダ密着！ガマンできず相姦SEXしてしまった【生中出し】背徳のベロキスとグラインド対面座位とオッパイが目の前に来る密着騎乗位と超・覆いかぶさり正常位（9月28日、アリスJAPAN）
- ボクのことを好き過ぎるご奉仕メイドとのなんともうらやましい日常。（10月25日、CRYSTAL VR）
- 満員電車の女性専用車両に乗ってしまった僕。 ギュウギュウ詰めの車内で美女たちの顔が目の前数センチ。胸やお尻が僕に当たって興奮MAXでいるとまさかの逆痴漢!（9月30日、TMA）他出演:一ノ瀬恋、馬場ふみか、 明海こう、新垣智江
- 俺の厨二病ノートから理想のカノジョが出てきた件!（10月31日、ケイ・エム・プロデュース）
- パンチラ×太もも×ニーソ 絶対領域VR 2（11月2日、CRYSTAL VR）他出演:枢木あおい、高杉麻里、妃月るい、跡美しゅり、八乃つばさ、南梨央奈、宮沢ゆかり
- 新少子化対策法可決! 初対面でいきなり恋に落ち即子作り! 街のケーキ屋さんで働く黒髪地味子で恥ずかしがり屋のきらりちゃんと恥じらい初SEX（11月23日、ケイ・エム・プロデュース）

## CD
- BLUE PLAQUE（2018年2月21日、MILKY POP GENERATION） - 「ロリィタ白昼夢RH」として[9]。

## 出演

### テレビ
- 360°まる見え!VRアイドル水泳大会（2017年4月24日、フジテレビ）[6]
- ケンコバのバコバコテレビ（2017年9月 - 2018年、サンテレビ） - スタジオレギュラー
- ビ〜チ9（2017年11月、テレビ埼玉） - マンスリーゲスト

### 雑誌
- 週刊大衆 2017年6月26日号（双葉社） - グラビア「アイドル水泳大会出場美女がAVデビュー!」